# Форбс, Джордж, 6-й граф Гранард
Джордж Форбс, 6-й граф Гранард (англ. George Forbes, 6th Earl of Granard; 14 июня 1760 — 9 июня 1837) — англо-ирландский генерал и пэр.

## Происхождение
Родился 14 июня 1760 года и получил образование в Арме. Единственный сын Джорджа Форбса, 5-го графа Гранарда (1740—1780), от его первой жены Доротеи Бейли (1738—1764), второй дочери сэра Николаса Бэйли, 2-го баронета (1709—1782). Правнук адмирала Джорджа Форбса, 3-го графа Гранарда (1685—1765).

## Карьера
16 апреля 1780 года после смерти своего отца Джордж Форбс унаследовал титулы 6-го графа Гранарда (Пэрство Ирландии), 6-го виконта Гранарда из графства Лонгфорд (Пэрство Ирландии), 6-го барона Клэнхью в графстве Лонгфорд (Пэрство Ирландии) и 7-го баронета Форбса из замка Форбс в графстве Лонгфорд (Ирландия), став членом Ирландской палаты лордов.
Граф Гранард занимал почётную должность губернатора графства Лонгфорд в 1780—1831 годах.
Получив отцовские титулы в 1780 году, через год после женитьбы, он совершил продолжительное путешествие по континенту. Он был представлен кардиналу Генриху Бенедикту Стюарту в Риме, присутствовал на одном из смотров короля Пруссии Фридриха Великого в Силезии и проживал во Франции и в Вене.
По возвращении домой лорд Гранард посвятил себя политике и стал поддерживать политику Чарльмонта, Граттана, Каррана и других лидеров либеральной партии в Ирландия. Маркиз Бекингем называл его самым непримиримым противником своей администрации. Гранард был назначен подполковником армии в мае 1794 года и подполковником комендантом 108-го пехотного ирландского полка, который он сформировал в ноябре следующего года. Лорд Гранард также собрал ополчение Лонгфорда и командовал им в битве при Каслбаре в 1798 году, где полк, который, как говорили, сбежал. Лорд Корнуоллис высоко оценил храбрость графа Гранарда в попытке сплотить свой полк. Он также присутствовал в битве при Баллинамуке где французы под командованием бригадного генерала Жана Жозефа Юмбера сдались Корнуоллису.
24 февраля 1806 года для него был создан титул барона Гранарда из Касл-Донингтона в графстве Лестершир (Пэрство Соединённого королевства), получив для себя и своих потомков автоматическое место в Палате лордов Великобритании. Он стал полковником в 1801 году, генерал-майором в 1808 году и генерал-лейтенантом в 1813 году.
После этого лорд Гранард в основном жил во Франции. Он приехал в Англию, чтобы поддержать как законопроекты об эмансипации римско-католической церкви, так и законопроекты о реформе, и после принятия последнего ему было предложено повышение в звании пэра, от которого он отказался, поскольку ранее он отказался от Ордена Святого Патрика. В июле 1830 года он был произведен в полные генералы.

## Личная жизнь
10 мая 1779 года лорд Гранард женился на леди Селине Фрэнсис Родон (? — 1827), младшей дочери Джона Родона, 1-го графа Мойры (1720—1793), от его третьей жены, леди Элизабет Гастингс (старшая дочь 9-го графа Хантингдона). У супругов было девять детей:
- Генерал-майор Достопочтенный Джордж Джон Форбс, виконт Форбс (3 мая 1785 — 13 ноября 1836), член парламента от графства Лонгфорд, лорд-лейтенант графства Лонгфорд, который женился на Фрэнсис Мэри Территт, дочери и наследнице доктора Уильяма Территта из Чилтон-холла, в 1832 году. Фрэнсис была дамой из опочивальни королевы Виктории с 1837 по 1874 год. После его смерти она вышла замуж за Томаса Ньюджента Вогана в 1838 году[4].
- Достопочтенный Фрэнсис Реджинальд Форбс (17 сентября 1791 — 5 ноября 1873), который занимал пост посла Великобритании в Саксонии (1858) и Бразилии[4].
- Капитан Достопочтенный Гастингс Бруденелл Форбс (1793—1815), погибший в битве при Ватерлоо[4].
- Достопочтенный Ангулем Мойра Форбс (1796—1810), умерший молодым[4].
- Достопочтенный Фердинандо Уильям Форбс (1801—1802), умерший в младенчестве[4].
- Леди Элизабет Мария Тереза Форбс (3 декабря 1786 — февраль 1852), в 1807 году она вышла замуж за Джорджа Паркинса, 2-го барона Ранклиффа[4].
- Леди Селина Фрэнсис Форбс (? — 1791)[4]
- Леди Аделаида Доротея Форбс (? — 1858)[4]
- Леди Кэролайн Селина Форбс (? — 1872)[4].

Лорд Гранард скончался в своей резиденции, отеле Marboœuf, Елисейские поля, Париж, 9 июня 1837 года в возрасте семидесяти семи лет и был похоронен в семейном месте упокоения в Ньютаун-Форбсе, графство Лонгфорд, Ирландия. Ему наследовал его внук, Джордж Форбс, 7-й граф Гранард.